# Enfantillages 2
Albums de Aldebert
Les Meilleurs Amis Enfantillages de Noël
Enfantillages 2 est le neuvième album d'Aldebert sorti le 7 octobre 2013. Toutes les chansons sont des duos. On retrouve dans ce volet les nouvelles aventures de Super Mamie.

## Artistes ayant collaboré à l'album
Comme sur le premier volet d'Enfantillages, Aldebert s'est entouré d'artistes multi-générations venant d'horizons variés. On retrouve Alexis HK, Alizée, Archimède, Barcella, Ben Ricour, Ben Mazué, Bénabar, Carmen Maria Vega, Claire Keim, Didier Wampas, François Morel, Jacob Desvarieux (Kassav), Jérôme Daran, Jocelyne Béroard (Kassav), Leeroy, Les yeux noirs, Louis Chedid, Ours, Sanseverino, Sirius Plan, Sophie Tith, Tactil Box, Zola Tempo.

## Liste des pistes
1. La Vie d'écolier, avec Ours, Ben Ricour, Ben Mazué et Didier Wampas
2. Mon père il est tellement fort, avec Sanseverino
3. La Maison monde, avec Jacob Desvarieux (Kassav), Jocelyne Béroard (Kassav), Les Yeux noirs et Zola Tempo
4. Qu'est-ce qu'on va faire de moi ?, avec Bénabar
5. Range ta piaule, avec Sirius Plan
6. Dans la maison de mon arrière-grand-père, avec Louis Chedid
7. Y'a rien qui va, avec Barcella et Jérôme Daran
8. Les Amoureux, avec Claire Keim
9. Le Dragon, avec Alexis HK
10. Samir le fakir, avec François Morel
11. Mon petit doigt m'a dit, avec Alizée
12. Le p'tit veut faire de la trompette, avec Carmen Maria Vega et en guest Fred Nivard du groupe de métal Asidefromaday
13. La Soucoupe volante, avec Leeroy
14. Du gros son, avec Tactil Box, guest: Didier Wampas
15. Taxidermiste, avec Archimède
16. Super Mamie 2, avec Super Mamie
17. Petits d'anges, avec Sophie Tith

## Certification
| Pays          | Certification |
| ------------- | ------------- |
| France (SNEP) | Or            |